# Mar Amarelo
35° 00′ N, 123° 00′ L
(zh-CN) 黄海
(ko) 황해
Mar Amarelo em uma 
imagem de satélite.
O Mar Amarelo é uma das regiões costeiras do Pacífico, localizando-se entre a China, a Coreia do Norte e a Coreia do Sul. Com uma área aproximada de 417.000 km², é uma área de águas rasas, com uma profundidade máxima de 105 metros. Esse mar é particularmente conhecido por ser o ponto de desembarque de sedimentos trazidos pelos rios Huang He e Hai He, o que contribui para a sua cor amarelada.

A região é também marcada pela presença de várias baías de grande porte, sendo a baía de Bohai a mais proeminente, embora historicamente tenha sido chamada de baía de Pechili ou Zhili. A profundidade do mar, em geral, é rasa, sendo o ponto mais profundo de 105 metros. A parte sul do Mar Amarelo conecta-se ao Mar da China Oriental, com alguns estudiosos considerando-o parte integrante desse último.

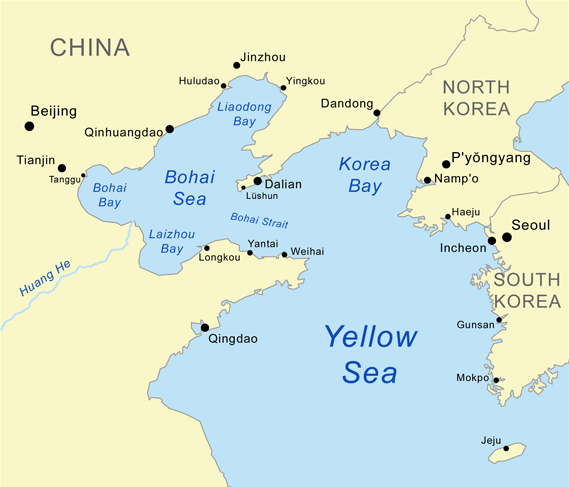
O Mar Amarelo, entre a Coreia e a China.

1. ↑  Kumar, Santhosh (23 de julho de 2023). «Yellow Sea - Geography, Climate, Issues | UPSC». IAS EXPRESS (em inglês). Consultado em 16 de dezembro de 2024